# C. E. Richardson & Co.

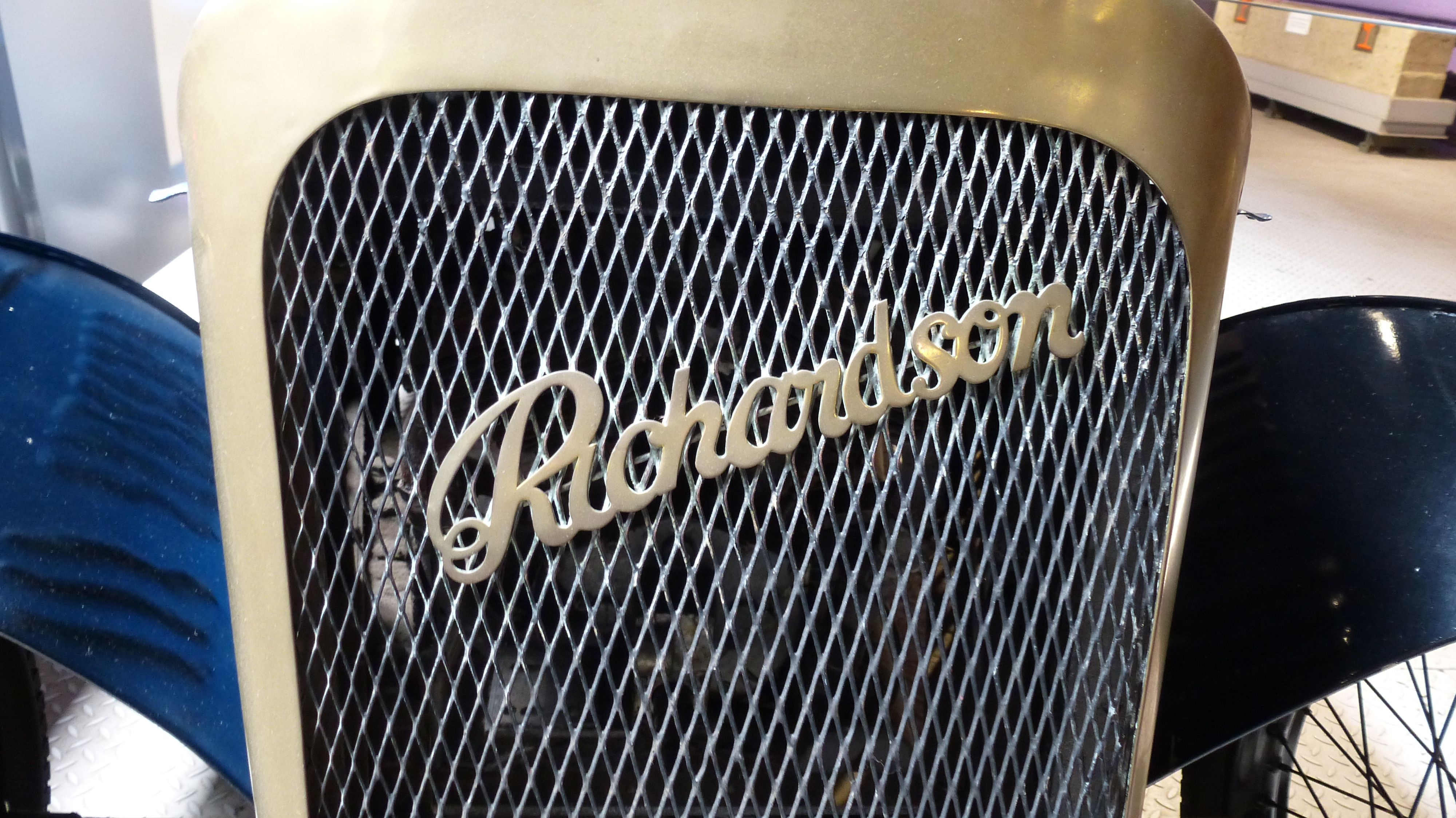
Schriftzug an der Fahrzeugfront

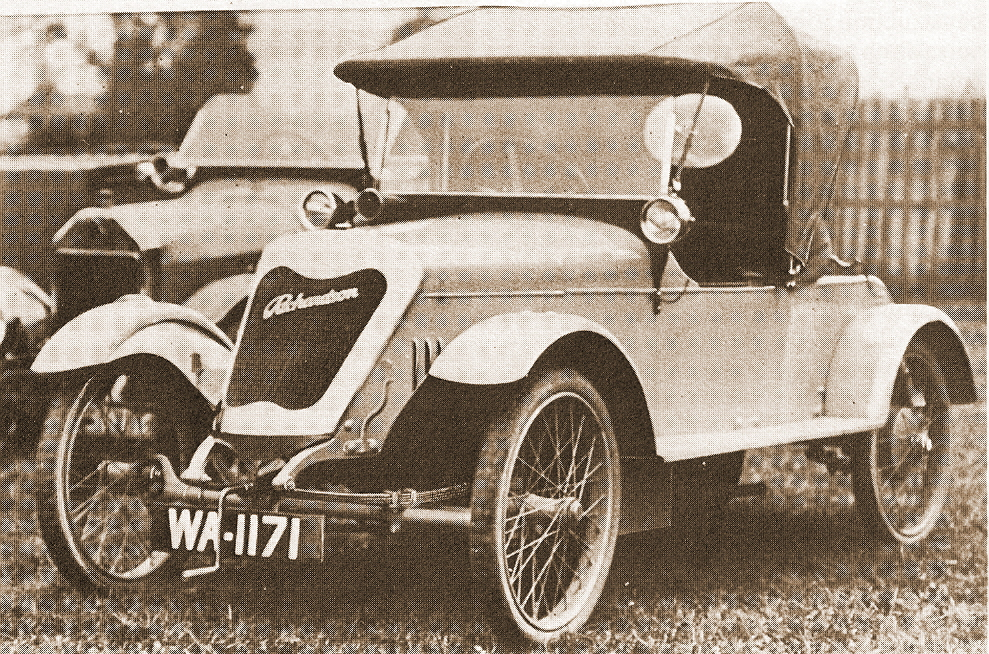
Richardson (1920)

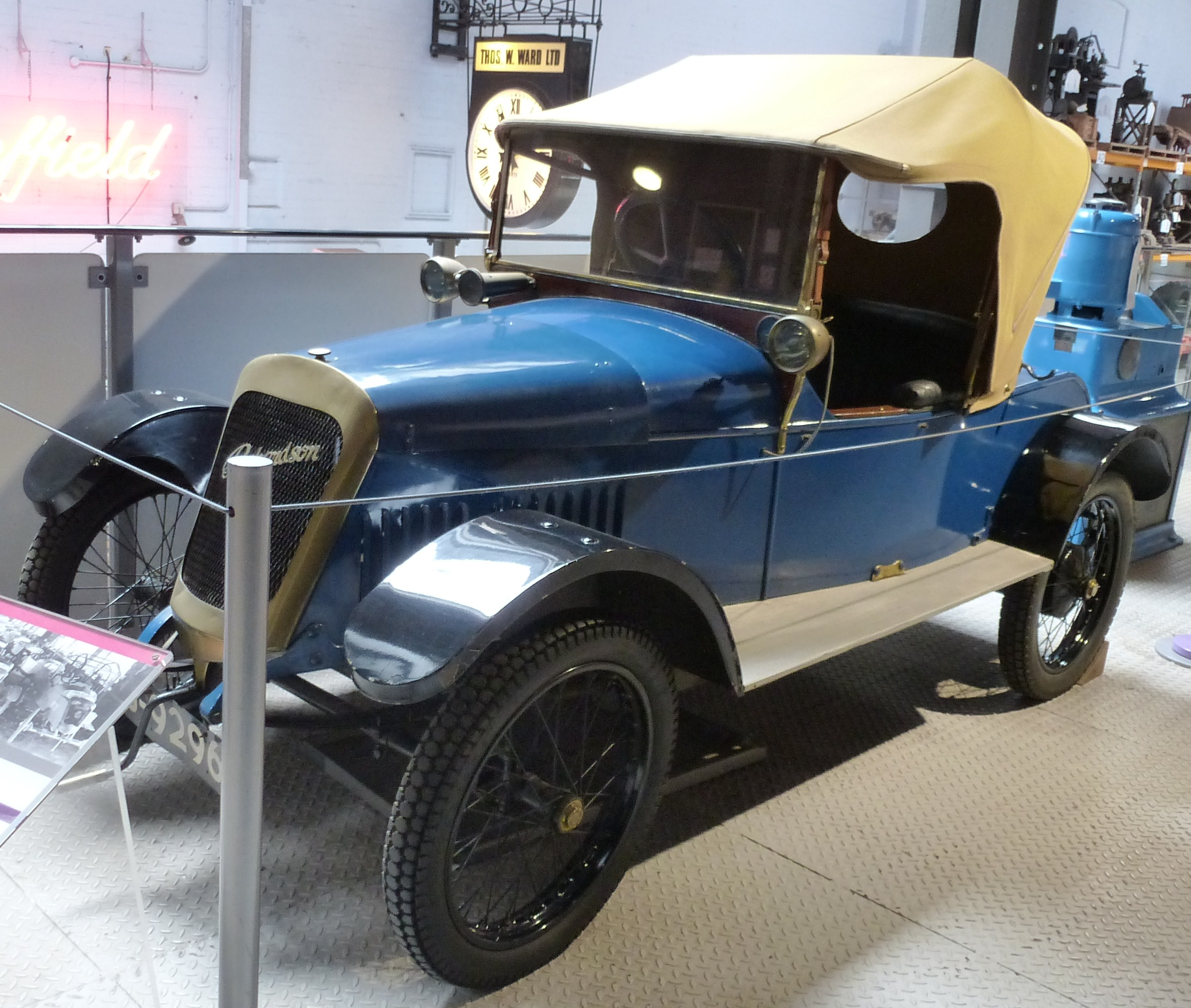
Richardson 10 HP (1921)

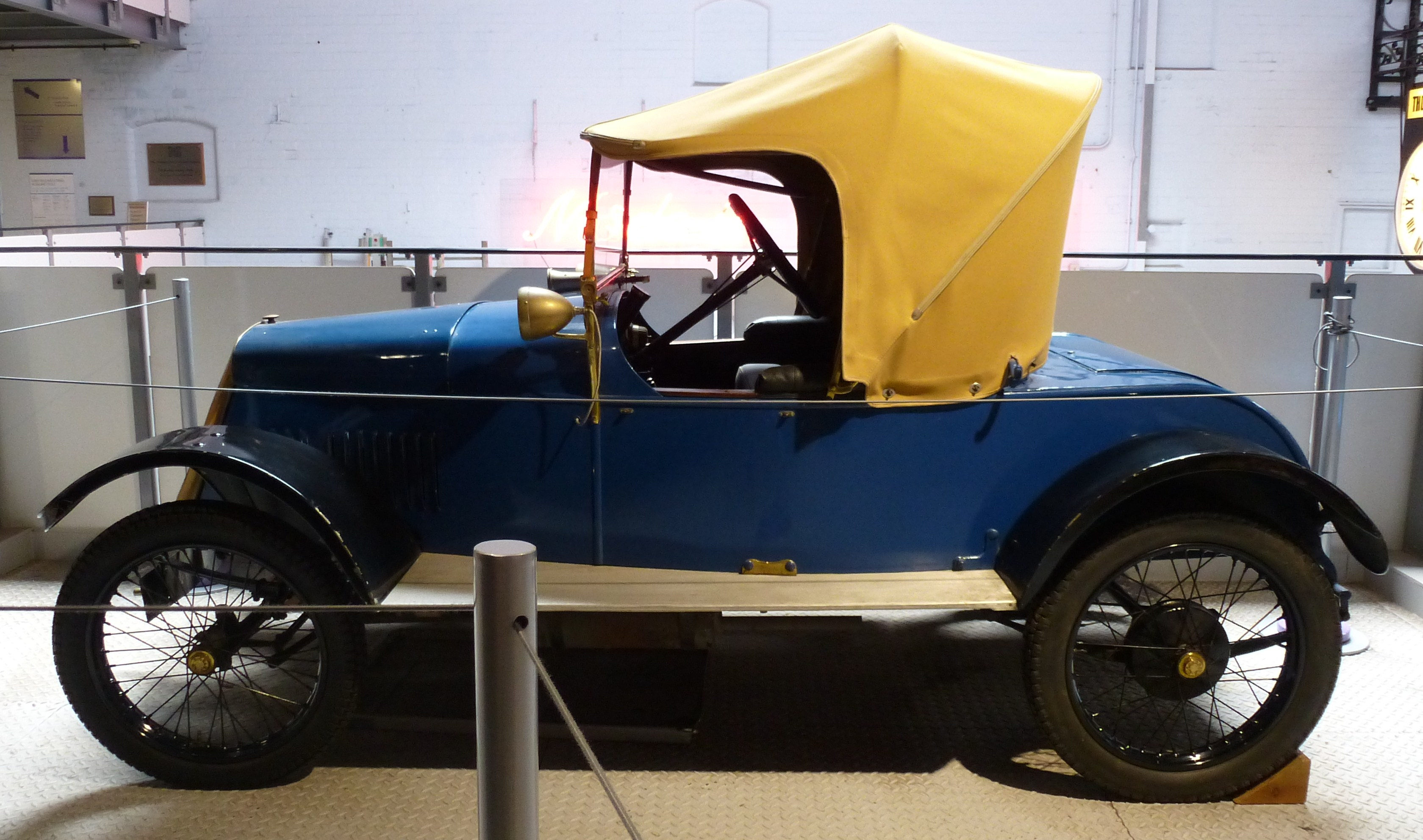
Richardson 10 HP (1921)

C. E. Richardson & Co. Limited war ein britischer Automobilhersteller, der von 1919 bis 1922 in Sheffield (Yorkshire) ansässig war und Kleinwagen herstellte. Der Markenname lautete Richardson.

## Beschreibung
1919 erschien ein 8-hp-Modell mit luftgekühltem, seitengesteuerten V2-Motor von J.A.P. mit 990 cm³ Hubraum. Der zweisitzige, 3023 mm lange Roadster mit Verdeck hatte einen Radstand von 2057 mm und eine Spurweite von 1168 mm. Das Gewicht des Fahrgestells lag bei 356 kg.
1920 wurde ihm ein stärker motorisiertes 10-hp-Modell mit einem Motor von Precision mit 1090 cm³ Hubraum zur Seite gestellt. Die Abmessungen entsprachen denen des 8 hp.
1922 endete die Produktion. Insgesamt entstanden etwa 500 Fahrzeuge.
Ein Fahrzeug steht im Kelham Island Museum in Sheffield.

## Modelle
| Modell | Bauzeitraum | Zylinder | Hubraum  | Radstand |
| ------ | ----------- | -------- | -------- | -------- |
| 8 hp   | 1919–1922   | 2 V      | 990 cm³  | 2057 mm  |
| 10 hp  | 1920–1922   | 2 V      | 1090 cm³ | 2057 mm  |